# Вограликов ланац
Вограликов ланац је сликовит приказ у облику затвореног ланца свих чинилаца и услова неопходних за појаву и ширење заразних болести, као и њихову међусобну повезаност и зависност. Осмислио га је признати руски инфектолог и епидемиолог Габриел Вогралик.

## Карике у Вограликовом ланцу
Вограликов ланац има следећих пет карика:
- Извор инфекције и изложеност зарази (експозиција).
- Путеви преношења узрочника болести.
- Улазна врата узрочника у организам домаћина.
- Довољна количина (доза) и вируленција микроорганизама.
- Диспозиција или имунитет организма домаћина.

### Извор инфекције
Инфекција подразумева активно или пасивно продирање изазивача болести (микроорганизама) и њихово задржавање и размножавање у организму домаћина (макроорганизма). Инфекцијом, страни организми покушавају да прилагоде домаћина (његове ћелије и делове ћелија) сопственом размножавању. Инфективни или патогени организми ометају нормално функционисање организма домаћина и могу довести до хроничних рана, гангрене, губитка инфицираног дела организма, па чак и смрти. Реакција домаћина на инфекцију је запаљење. 
У општем говору, под појмом патогена се подразумева микроскопски организам, иако је стварна дефиниција много шира и укључује бактерије, паразите, гљивице, вируси, прионе и вироиде.

### Путеви преношења
Инфекција се може пренети: 
1. Контактом - директно (директан контакт заражене особе са другом особом) и индиректно (кроз кревет пацијента, кроз ствари које је заражена особа користила).  
2. Преко хране и воде 
3. Земљиштем
4. Ваздухом, капљицама (инфекције капљицама) 
5. Преносиоцима - векторима (инсекти)

### Улазна врата инфекције
Улазна врата инфекције могу бити:
- респираторни систем,
- дигестивни систем,
- оштећена кожа (када постоје повреде на кожи - посекотине, опекотине ...)
- слузокожа (нпр. слузокожа ока или носа).